# ロブ・ボードン
ロバート・グレゴリー・“ロブ”・ボードン（Robert Gregory "Rob" Bourdon）は、リンキン・パークのドラマー。

## バイオグラフィー
小学生時代に、母親とエアロスミスのコンサートを見に通っていたことをきっかけに、ドラムスをプレイし始める。その後、アゴーラ高校でアゴーラ・ヒルズの中学時代からの親友であるブラッド・デルソンとRelative Degreeを結成。Relative Degreeは間もなくして解散したが、すぐに高校の同級生のマイク・シノダとSuper Xeroを結成、これが後のリンキン・パークとなる。さらに、ブラッドがUCLA時代に部屋を共有していたフェニックス、マイクがアートセンター・カレッジ・オブ・デザインで知り合っていたジョー・ハーン、オリジナル・ボーカリストのマーク・ウェイクフィールドが加わってXeroとなる。その後の詳細は、リンキン・パーク#来歴を参照。
2024年に新体制で始動したリンキン・パークには参加しておらず、脱退扱いになっている。